# Tapioliet
Het mineraal tapioliet is een ijzer-mangaan-tantalium-niobium-oxide met de chemische formule (Fe,Mn)(Ta,Nb)2O6.

## Naamgeving en ontdekking
Tapioliet werd in 1863 genoemd naar de Finse godheid Tapio. Het mineraal werd ontdekt in de Finse gemeente Tammela.

## Eigenschappen
Het zilvergrijze tot zwarte tapioliet heeft een tetragonaal kristalstelsel. De kristallen zijn granulair en komen voor als anhedrische tot subhedrische eenheden in een matrix. Het breukvlak is oneffen en er is een metallisch glans aanwezig. Het mineraal vertoont een imperfecte splijting volgens breukvlak [110]. De hardheid is 6 tot 6,5 op de schaal van Mohs en de relatieve dichtheid bedraagt ongeveer 8,17 g/cm³.
Tapioliet is noch magnetisch, noch radioactief.

## Voorkomen
Tapioliet wordt voornamelijk aangetroffen in pegmatieten en alluviale afzettingen.